# Montebello (Antioquia)
Montebello es un municipio de Colombia, localizado en la subregión Suroeste del departamento de Antioquia. Limita al norte con el municipio de El Retiro, por el occidente con el municipio de Santa Bárbara, por el sur con el municipio de Abejorral y por el oriente con los municipios de La Ceja y El Retiro.

## Historia
En el viejo camino de los conquistadores españoles que conducía desde Santiago de Arma a la provincia de Antioquia, se fundó un caserío en el año de 1619 con el nombre de Sabaletas, que hoy se conoce con el nombre de Montebello.
En un principio Montebello llevaba el nombre de Montebravo, y fue Juan Antonio Ríos quien trazó el pueblo y cambió el viejo nombre por el actual. También llevó el nombre de Nido de águila.[cita requerida]
En la actualidad es un municipio pequeño, pero cuyo progreso ha estado ligado al año 1941, cuando se uniría a la carretera que conduce al municipio de La Pintada
Es confusa la historia de las regiones que comprendían el municipio de Montebello durante la conquista y la colonia. Se sabe que por esos tiempos las tierras de Montebello eran parte de la parroquia de Sabaletas, una escala obligatoria en la ruta que unía a las provincias de Antioquia y Popayán.
Sabaletas, a su vez, pertenecía a Santiago de Armas, y ésta a la provincia de Popayán, hasta 1756, cuando el virrey José Solís Folch de Cardona la anexó a Antioquia.
Los primeros conquistadores españoles que pisaron estas tierras fueron hombres del mariscal Jorge Robledo tras haber exterminado todas las familias indígenas que encontraron a su paso.[cita requerida] Las tierras de Montebello se adjudicaron, de parte del gobernador de Popayán Juan de Borja, a Jacinto de Arboleda, uno de sus hombres.
Posteriormente en 1737 los territorios fueron adquiridos por José Ubaldo Vásquez, quien las cedería años después a los vecinos de Arma.
Transcurrió mucho tiempo sin que en este municipio acontecieran hechos significativos para la historia, hasta que en 1843, cuando Juan de la Cruz Gómez Plata regía los destinos de la diócesis de Medellín, ordenó que la iglesia se trasladara a otro lugar durante una visita que practicó a la parroquia de Sabaletas. Esta orden generó una discusión entre los vecinos, lo cual culminó en que muchos de ellos se situaron en el lugar donde hoy queda la cabecera del municipio hasta lograr la erección de un poblado.[cita requerida]
Un acuerdo del Concejo de La Ceja decretó por esos días la erección del poblado en corregimiento, con el nombre de Montebello. Veinte años después, el 28 de abril de 1913, la Asamblea de Antioquia erigió a Montebello en distrito municipal, cuando el gobernador de Antioquia era Clodomiro Ramírez.
En el corregimiento de Sabaletas es posible encontrar una capilla muy antigua, que posee una construcción bellísima y de un gran valor histórico. En sus zonas rurales se encuentran destinos ecológicos como el cerro El Rodeo, balnearios y cascadas.

## Generalidades
Fundación: El 8 de junio de 1619.
Montebello es llamado milagro de las montañas, pues fue construido en un lugar montañoso y de difícil acceso.
Para llegar se toma la vía que conduce al municipio antioqueño de Santa Bárbara. Desde Medellín se toma la carretera a Santa Bárbara, se sube hasta el alto de Minas, y en el corregimiento de Versalles se toma una desviación a mano izquierda por la vereda Zarcitos que conduce hasta Montebello, en un recorrido de 11,5 km por carretera pavimentada; la distancia desde Medellín hasta el casco urbano de Montebello son 52,2 km.
Aspectos de interés: desde el casco urbano hasta la estación del metro de Itagüí tiene una distancia a exacta de 40 km que en tiempo se convierten den 50 minutos de viaje. 
Desde Pereira o Manizales se sigue hasta La Pintada y de ahí a Santa Bárbara y se continúa al corregimiento de Versalles, donde se toma el desvío ya mencionado por la vereda Zarcitos. Al servicio se encuentra otra carretera sin pavimentar que inicia en el municipio de El Retiro, con una longitud total de 32 kilómetros que pasa por las quebradas La Miel y La Honda. Por esta vía sin pavimentar desde Montebello también puede llegarse al municipio de La Ceja pasando por el corregimiento de San José.
jp

## Milenio Stéreo
Milenio Stéreo es una emisora comunitaria con 200 W de potencia que opera desde el casco urbano del municipio de Montebello en el sur oriente del departamento de Antioquia. Fue asignada por el Ministerio de Comunicaciones a la Corporación comunicadora La Voz De Todos e inició labores el 12 de diciembre de 1997.
Su radio de acción o cubrimiento es amplio, en lo cual incide la altura de 2350 m s. n. m. (metros sobre el nivel del mar) en la que está emplazado el municipio.

### Áreas de cubrimiento (conforme a reportes de sintonía recibidos en estudios)
- Suroeste antioqueño. Andes, Amagá, Betania, Betulia, Caldas, Caramanta, Ciudad Bolívar, Concordia, Damasco, Fredonia, Jardín, Andes, Jericó, La Pintada, Palermo, Pueblo Rico, Salgar, Sabaletas, San Pablo, Santa Bárbara, Támesis, Tarso, Valparaíso, Versalles.
- Oriente antioqueño. La Ceja, El Retiro, La Unión, Abejorral.
- Chocó. Carmen de Atrato.
- Caldas. Aguadas, Anserma, Arma, Filadelfia, La Dorada, La Merced, Manizales, Marmato, Pácora, Chinchiná, tres puertas Manizales.

## División Político-Administrativa
Aparte de su Cabecera municipal. Montebello tiene bajo su jurisdicción los siguientes Centros poblados: Sabaletas.

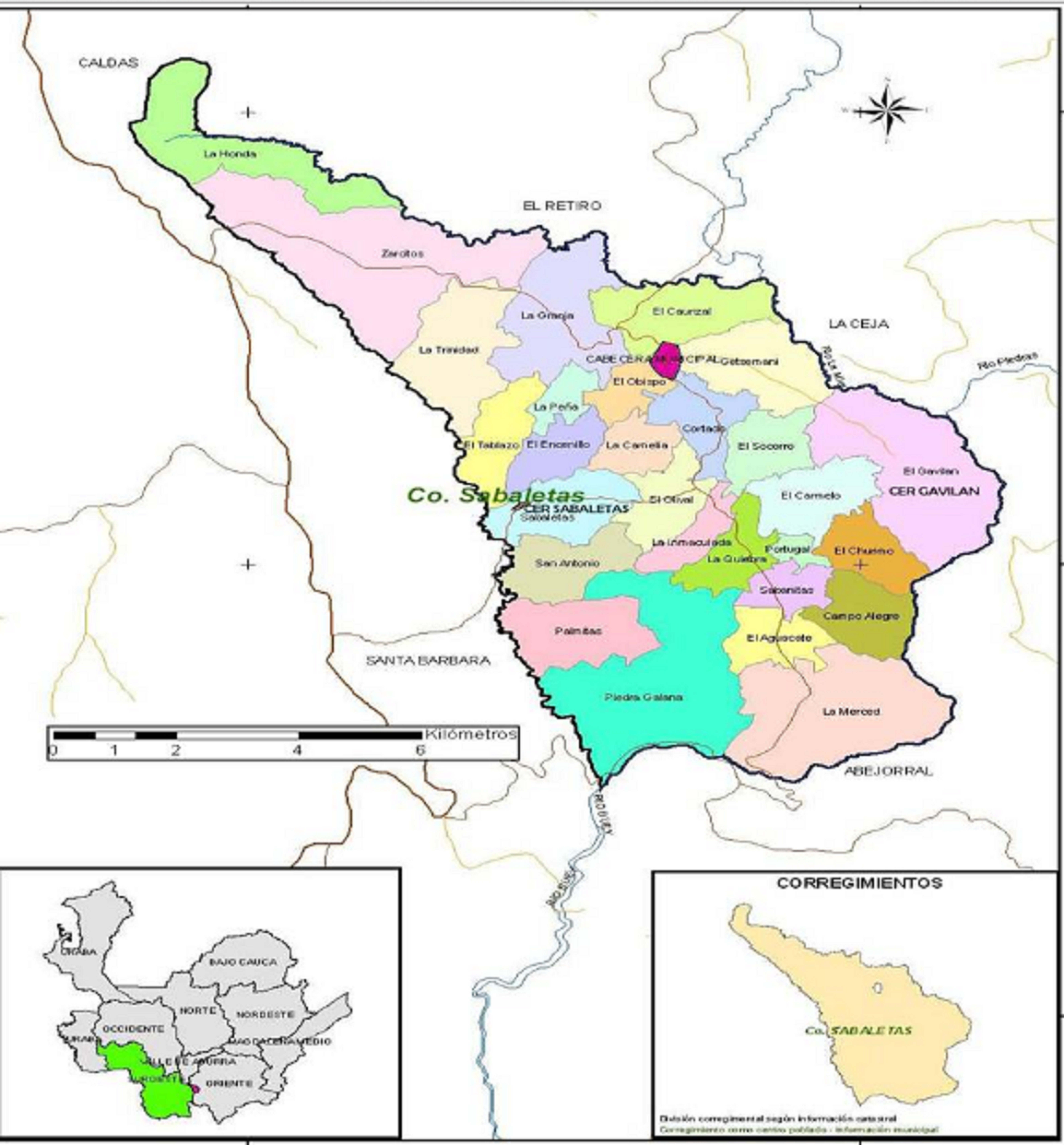
Mapa político de Montebello.

#### Veredas
Además, el municipio está compuesto por las siguientes veredas:
La Honda, Zarcitos, la trinidad, la granja, el caunzal, la peña, el tablazo, el obispo, getsemani, cortado, la camelia, el encenillo, el olival, el socorro, el gavilán, el carmelo, san Antonio, la inmaculada, la quiebra, Portugal, el churimo, sabanitas, palmitas, piedra galana, el aguacate, campo alegre y la merced.

## Demografía
La población total de Montebello es de 6 680 habitantes. La población urbana es de 1866 personas y la rural de 4814. El alfabetismo es del 88,8 % (2005) Los mestizos y blancos constituyen el 99,1 % de la población, los afrocolombianos el 0,6 % y los indígenas el 0,3 %

## Economía
En el municipio abunda la vegetación. Posee inmensas extensiones de pastos naturales, y sus montañas y laderas ofrecen muy buena variedad de maderas para la construcción, tinte y ebanistería. También abundan plantas medicinales en la zona.
Montebello, siendo muy quebrado como la mayoría del territorio antioqueño, está bien surtido de aguas cristalinas, principalmente por cuanto hace a las quebradas La Honda y el río La Miel, que desemboca en el río Buey.
Su economía tradicional se ha sustentado en la agricultura, fundamentalmente de café a gran escala, y además de plátano, aguacate, fríjol, maíz, y en menor escala tabaco cacao mango.
En Montebello se ha explotado la ganadería en una industria vacuna, caballar, mular y porcina.
La minería sobresale con la explotación de piedra talco y feldespato.

## Sitios de interés
- Iglesia de Nuestra Señora de las Mercedes en el parque principal.
- Capilla de Nuestra Señora de la Candelaria en el corregimiento Sabaletas (a 120 minutos del casco urbano), construida antes de 1700, declarada Monumento Nacional en 1984 y restaurada por la fundación Ferrocarril de Antioquia entre 1996 y 2000. (Ver también investigación histórica) Capilla de Nuestra Señora de la Candelaria de Sabaletas. Reconstrucción Histórica Siglos XVIII y XIX. https://repositorio.unal.edu.co/bitstream/handle/unal/58740/71770945.2016.pdf

- Capilla de la vereda el Gavilán.
- Cascada  La Escondida (vereda la honda).
- Museo el Bramadero a 10 minutos del casco urbano en la vía Montebello - Versalles
- Cerro el Rodeo, al que se sube por un sendero ecológico, que ofrece uno de los mejores paisajes del departamento de Antioquia.
- Cascada Sabaletas. Ubicada a 15 manitos del caserío
- Circunvalar del Centenario (Vuelta al anillo)
- Sendero ecológico Malomar
- Quebrada la Honda
- Quebrada Llanitos Quebrada Aguablanca